# Tischtennisweltmeisterschaft 1939
Die 13. Tischtennisweltmeisterschaft fand vom 6. bis 11. März 1939 in Kairo (Ägypten) im Landwirtschaftlichen Ausstellungsgebäude (Société Royale d' Agriculture) statt. Erstmals wurde sie außerhalb von Europa veranstaltet. Gleichzeitig war es die letzte Weltmeisterschaft vor dem Zweiten Weltkrieg.
Titelgewinner waren die Tschechoslowakei bei den Herrenmannschaften, Deutschland bei den Damenmannschaften, Richard Bergmann (ENG) und Vlasta Depetrisová (TCH) im Einzel, Victor Barna/Richard Bergmann (ENG) und Hilde Bussmann/Trude Pritzi (Deutschland) im Doppel sowie Bohumil Váňa/Věra Votrubcová (TCH) im Mixed.

## Übersicht
In Ägypten hatte der Tischtennissport in den letzten Jahren einen gewissen Aufschwung genommen. Bereits 1937 und 1938 entsandte das Land eine Mannschaft zu den Tischtennis-Weltmeisterschaften. Nun hatte man als Nationaltrainer den Polen Alex Ehrlich verpflichtet. Mit viel Aufwand bereitete man die Durchführung der Weltmeisterschaft im eigenen Land vor. Die Vorrunde wurde im Palais de la Société Royal d’Agriculture gespielt, das Endspiel fand schließlich in der Ausstellungshalle der Foudavag-Universität im Kairoer Vorort Heliopolis statt. Die letzten Spiele im Herreneinzel wurden in das Opernhaus von Kairo verlegt, wo der ägyptische König Faruq zeitweise zuschaute.
Nach dem Anschluss Österreichs an Deutschland sollten starke „großdeutsche“ Mannschaften antreten. Bei den Herren verzichtete man aber auf eine Anmeldung, weil die Österreicher Richard Bergmann (Auswanderung nach England) und Alfred Liebster nicht zur Verfügung standen. Dagegen konnten die Damen mit Hilde Bussmann und Trude Pritzi eine sehr starke Mannschaft stellen.
Neben der deutschen Herrenmannschaft fehlten noch die Mannschaften von Ungarn und USA aus politischen oder Kostengründen. Dafür nahmen erstmals folgende Nationen teil: Griechenland (Herren), Palästina (Herren und Damen), Luxemburg (Herren und Damen). Damit war diese Weltmeisterschaft schwach besetzt. Insgesamt nahmen ca. 50 Ägypter und weitere ca. 50 Spieler aus 13 Nationen teil. Im Mannschaftswettbewerb traten elf Herren- und fünf Damenteams an.
Die Emigranten durften nicht in den Mannschaften eingesetzt werden, sie konnten nur in den Einzel- und Doppelwettbewerben starten. Betroffen waren Richard Bergmann (England, vorher Österreich) und Victor Barna (England, vorher Ungarn).
Die guten Platzierungen einiger Ägypter erklären sich teilweise mit der „wohlwollenden“ Auslosung der Veranstalter: In den Einzel- und Doppelwettbewerben loste man so, dass die Einheimischen erst spät gegen starke ausländische Gegner antreten mussten.

## Wissenswertes
- Wegen der hohen Temperaturen wurden erstmals kurze Hosen als Spielkleidung gesellschaftsfähig.
- Nach einer 0:3-Niederlage im ersten Spiel gegen Ägypten trat die Damenmannschaft von Palästina nicht mehr an.
- Griechenland und Estland wurden in den Weltverband ITTF aufgenommen.

## Ergebnisse
| Wettbewerb        | Rang | Sieger                                                                                      |
| ----------------- | ---- | ------------------------------------------------------------------------------------------- |
| Mannschaft Herren | 1.   | Tschechoslowakei (Václav Tereba, Bohumil Váňa, Miloslav Hamer, Rudolf Karlecek)             |
| Mannschaft Herren | 2.   | Jugoslawien (Ladislav Hexner, Žarko Dolinar, Tibor Harangozo, Max Marinko, Adolf Herskovic) |
| Mannschaft Herren | 3.   | England (Ken Hyde, Hyman Lurie, Ken Stanley, Ernest Bubley, Arthur Wilmott)                 |
| Mannschaft Damen  | 1.   | Deutschland (Hilde Bussmann, Trude Pritzi; Mannschaftsführer: P. Steffenhagen)              |
| Mannschaft Damen  | 2.   | Tschechoslowakei (Vlasta Depetrisová, Marie Kettnerová, Věra Votrubcová)                    |
| Mannschaft Damen  | 3.   | Rumänien (Sari Szasz-Kolosvary, Angelica Adelstein-Rozeanu)                                 |
| Herren Einzel     | 1.   | Richard Bergmann – ENG                                                                      |
| Herren Einzel     | 2.   | Aloizy Ehrlich – POL                                                                        |
| Herren Einzel     | 3.   | Žarko Dolinar – YUG                                                                         |
| Herren Einzel     | 3.   | Bohumil Váňa – TCH                                                                          |
| Damen Einzel      | 1.   | Vlasta Depetrisová – TCH                                                                    |
| Damen Einzel      | 2.   | Trude Pritzi – AUT                                                                          |
| Damen Einzel      | 3.   | Samiha Naihi – EGY                                                                          |
| Damen Einzel      | 3.   | Marie Kettnerová – TCH                                                                      |
| Herren Doppel     | 1.   | Victor Barna/Richard Bergmann – ENG                                                         |
| Herren Doppel     | 2.   | Miloslav Hamer – TCH/Josef Tartakower – LUX                                                 |
| Herren Doppel     | 3.   | Raoul Bedoc/Michel Haguenauer – FRA                                                         |
| Herren Doppel     | 3.   | Hyman Lurie/Ken Hyde – ENG                                                                  |
| Damen Doppel      | 1.   | Hilde Bussmann/Trude Pritzi – GER                                                           |
| Damen Doppel      | 2.   | Angelica Adelstein-Rozeanu/Sari Szasz-Kolosvary – ROM                                       |
| Damen Doppel      | 3.   | Věra Votrubcová/Vlasta Depetrisová – TCH                                                    |
| Damen Doppel      | 3.   | Samiha Naili – EGY/Marie Kettnerová – TCH                                                   |
| Mixed             | 1.   | Bohumil Váňa/Věra Votrubcová – TCH                                                          |
| Mixed             | 2.   | Václav Tereba/Marie Kettnerová – TCH                                                        |
| Mixed             | 3.   | Marcel Geargoura – EGY/Hilde Bussmann – GER                                                 |
| Mixed             | 3.   | Mansour Helmy – EGY/Trude Pritzi – AUT                                                      |

## Medaillenspiegel
| Rang  | Land             | Gold | Silber | Bronze | Gesamt |
| ----- | ---------------- | ---- | ------ | ------ | ------ |
| 1     | Tschechoslowakei | 3    | 2,5    | 3,5    | 9      |
| 2     | England          | 2    | 0      | 2      | 4      |
| 3     | Deutsches Reich  | 2    | 0      | 0,5    | 2,5    |
| 4     | Rumänien         | 0    | 1      | 1      | 2      |
| 4     | Jugoslawien      | 0    | 1      | 1      | 2      |
| 6     | Österreich       | 0    | 1      | 0,5    | 1,5    |
| 7     | Polen            | 0    | 1      | 0      | 1      |
| 8     | Luxemburg        | 0    | 0,5    | 0      | 0,5    |
| 9     | Ägypten          | 0    | 0      | 2,5    | 2,5    |
| 10    | Frankreich       | 0    | 0      | 1      | 1      |
| Total | Total            | 7    | 7      | 12     | 25     |